# Rotschulter-Glanzstar
Der Rotschulter-Glanzstar (Lamprotornis nitens), aus der Gattung „Eigentliche Glanzstare“, ist ein endemisch im südlichen Afrika weitverbreiteter Sperlingsvogel aus der Familie der Stare. Er hat ein stark metallisch glänzendes, irisierendes Federkleid in blauen bis violetten Farbtönen und gilt als monogam lebender Vogel. Er ernährt sich von verschiedensten Insekten und Früchten, aber auch von Essensresten der Menschen. Er gehört zu der Gattung Eigentliche Glanzstare, zu der derzeit 22 Arten gezählt werden, und seine Art gilt nicht als gefährdet.

## Merkmale

### Körperbau und Gefieder
Der ausgewachsene Rotschulter-Glanzstar hat eine Länge von etwa 23–27 cm und ein Gewicht von 75–105 Gramm. Größe und Gewicht sind regional ebenso unterschiedlich wie die Färbung, die von blauen bis grünlich-blauen Tönen reicht.
Das Gefieder hat einheitlich stark irisierende metallisch glänzende Farben insbesondere auf der Oberseite. Er besitzt sogenannte Strukturfedern, die ihre Farben ohne Pigmente durch Lichtbrechung hervorrufen. Der besondere Glanz wird durch die in der Struktur der Federn eingebundenen Melanosome in den Melanozyten, die unter einem Keratinfilm liegen, hervorgerufen. Das Besondere dieser Melanosome sind ihre plättchenartige und innen hohle Form. Die Plättchen sind einfach und/oder vielfach geschichtet. Sie können dabei in ihrer Ordnung einheitlich oder auch alternierend (wechselweise) angeordnet sein. Kopfgefieder, Nacken, Halsseiten sowie Kehle und Brust sind in glänzenden kräftigen Blautönen gehalten. Um die Ohrdecken herum erscheint das Gefieder meist in dunklen bis schwarzen Farbtönen. Auf dem kurzen Schwanz weisen die Oberschwanzdecken ebenso wie Schultern, Rücken und Flügel kräftig blaue bis grünlich-blaue Farbtöne auf. Sein Name Rotschulterglanzstar kommt von den wenigen rötlich-violetten Federn an den Schultern, die oft kaum zu erkennen sind.
Die Erscheinung der Farben hängt sehr stark von den Lichtverhältnissen ab. So kann ein und derselbe Vogel sehr unterschiedlich intensiv in seinen Farben und der Erscheinung wirken. Die Farbe der Beine und des Schnabels sind schwarz.
Die Jungvögel haben ein unauffälliges mattes Gefieder auf der Oberseite. Die Bauchseite stellt sich dunkelgrau bis schwarz dar. Das Gefieder erreicht die adulte Farbe und den Glanz nach etwa sechs Monaten.

### Augen

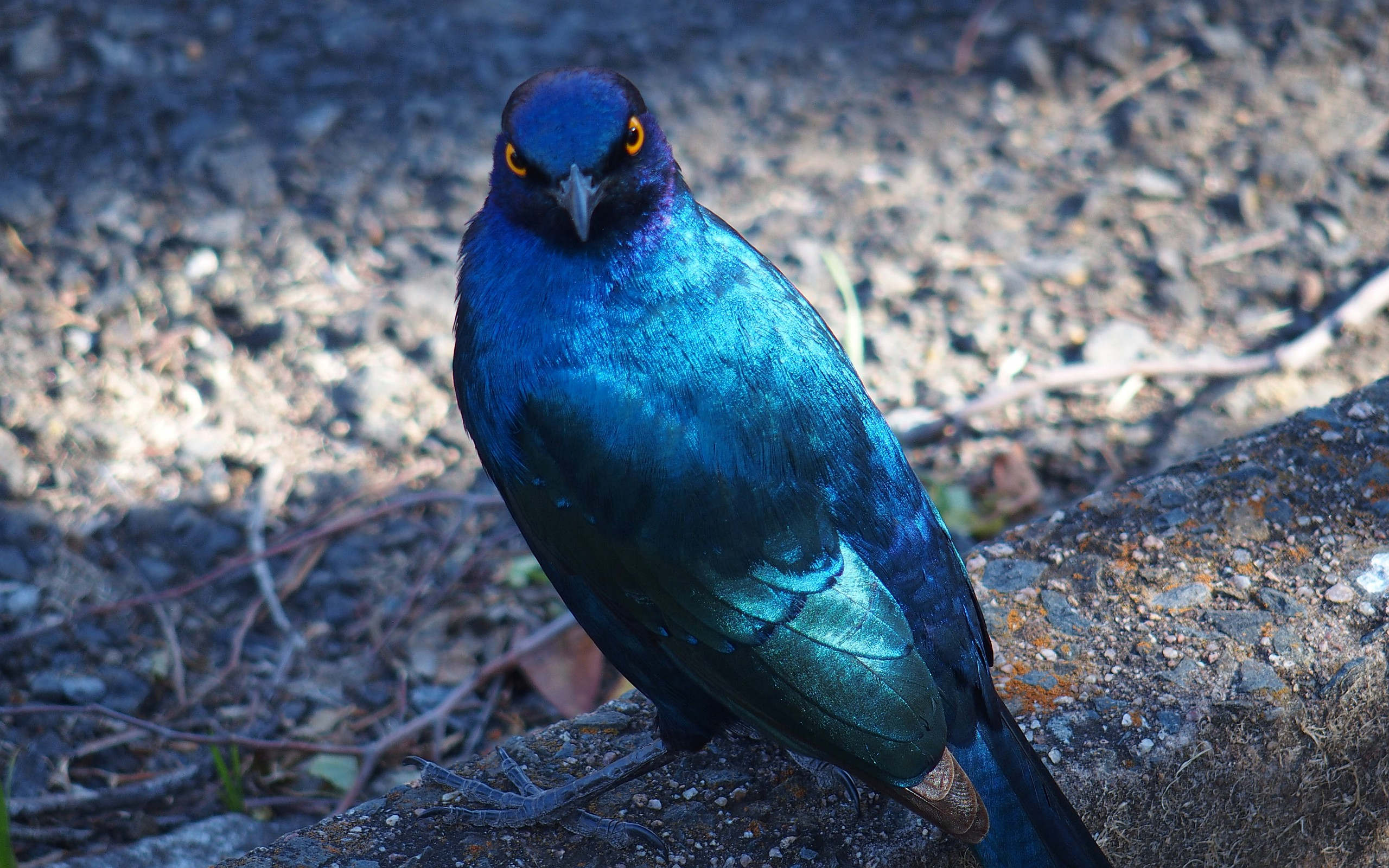
Rotschulter-Glanzstar, erkennbar ist der erwähnte stechende Blick

Bei adulten Rotschulter-Glanzstaren haben die Augen eine in gelblich/orangen Farbtönen schimmernde Iris. Typisch für Eigentliche Glanzstare ist hierbei der strenge bis stechend wirkende Blick, der durch die überproportional großen Augen hervorgerufen wird. Die Augen der Juvenilen haben noch keine ausgeprägten Farben und sind grau. Nach etwa drei Monaten verfärben sich die Augen langsam gelb/orange.
Wie die meisten Vogelarten, außer den nachtaktiven Vögeln, sehen die Rotschulter-Glanzstare ihre Umwelt anders als wir Menschen. Im Gegensatz zum Menschen hat der Star für das Farbsehen vier und nicht nur drei Fotorezeptortypen (auch Sehzellen genannt) auf der Retina (Netzhaut). Neben den für das Schwarz-Weiß-Sehen zuständigen dünneren stäbchenförmigen Rezeptoren, sind vier zapfenförmige Rezeptortypen für die Wahrnehmung bei den Staren zuständig (tetrachromatisches Sehen). Drei der vier zapfenförmigen Rezeptortypen sind für den in vom Menschen sichtbaren Bereich des Lichtes (trichromatisches Sehen) zuständig, welche die drei Grundfarben rot, grün und blau sichtbar machen. Der vierte Rezeptor ist für die Wahrnehmungen im Bereich des ultravioletten Lichtes verantwortlich, welches für den  Menschen nicht sichtbar ist. Der Lichteinfall regt die verschiedenen Rezeptortypen innerhalb der stark gefalteten und mit unterschiedlich farbigen Öltröpfchen versehenen Membranen verschieden intensiv an. Auf die unterschiedlichen Wellenlängen des Lichtes reagieren die jeweils zuständigen Rezeptoren mehr oder weniger stark, so dass die unterschiedlichen Farben und Farbtöne wahrgenommen werden. Der gegenüber dem Menschen zusätzliche UV-Rezeptor lässt die Stare unsere Umwelt erheblich differenzierter bzw. anders wahrnehmen. So ist der Star in der Lage, mit Hilfe der UV-Rezeptoren Unterschiede bei den Artgenossen, den Reifegrad der Früchte oder Spuren, die wir nicht sehen, besser und einfacher zu erkennen.

### Lautäußerungen
Sein Gesang sind länger anhaltende, trällernde, variantenreiche Töne. In einigen Fällen imitiert er nicht nur verschiedene Vogelarten, sondern auch andere Geräusche aus seiner Umgebung.

## Lebensraum und Verbreitung

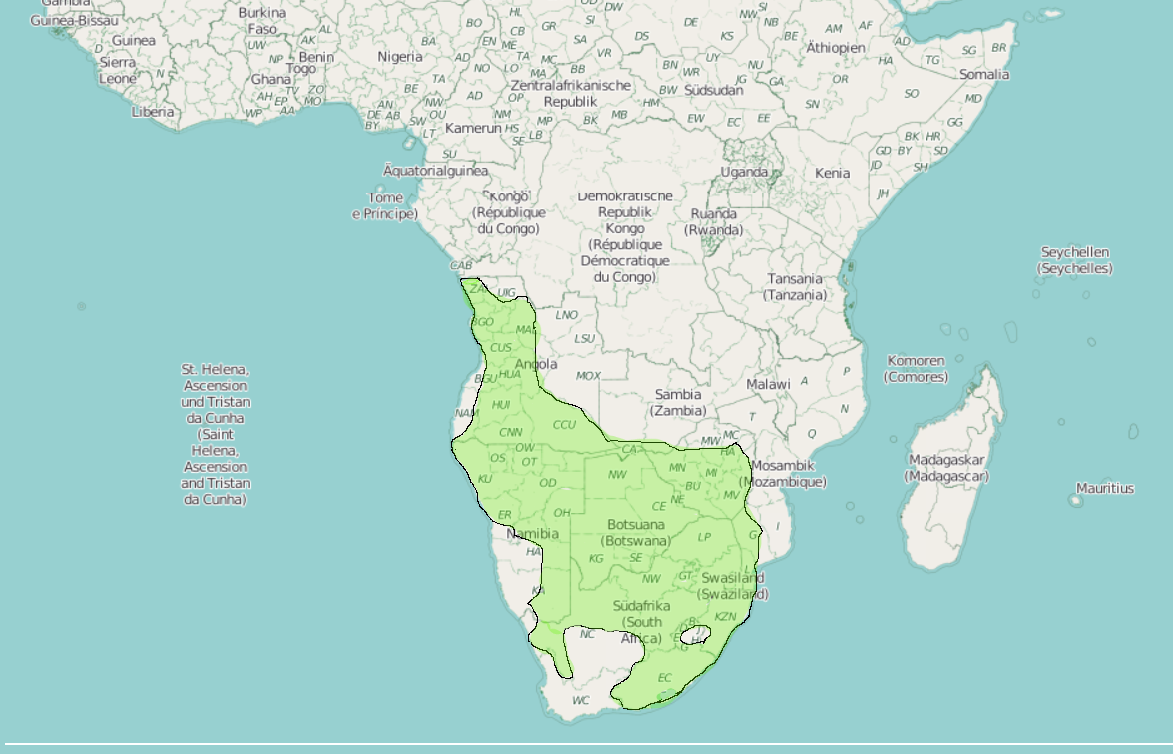
Verbreitungsgebiet Rotschulter-Glanzstar (Lamprotornis nitens)

Der Rotschulter-Glanzstar lebt in den südlich der Sahara gelegenen Ländern südliches Gabun, West- und Süd-Angola, südliches Sambia, Simbabwe, Namibia, Botswana, Mosambik und Südafrika, einschließlich der eigenständigen Enklaven Eswatini und des Königreiches Lesotho.
Ferner wandert er auch durch die Demokratische Republik Kongo, in der er jedoch nicht brütet. Sein Verbreitungsgebiet beläuft sich auf etwa 3.000.000 km². Eine beachtliche Population kommt auch im Gebiet der Kalahari mit isoliert stehenden Bäumen vor.
Der Rotschulter-Glanzstar besiedelt sehr unterschiedliche Lebensräume. So gehören Gebiete mit weit auseinander stehenden Bäumen, Plantagen, Buschland, Savannen und verwildertem Grasland dazu. Auch im urbanen Umland, Parks und Gärten ist er zuhause.

## Lebensweise

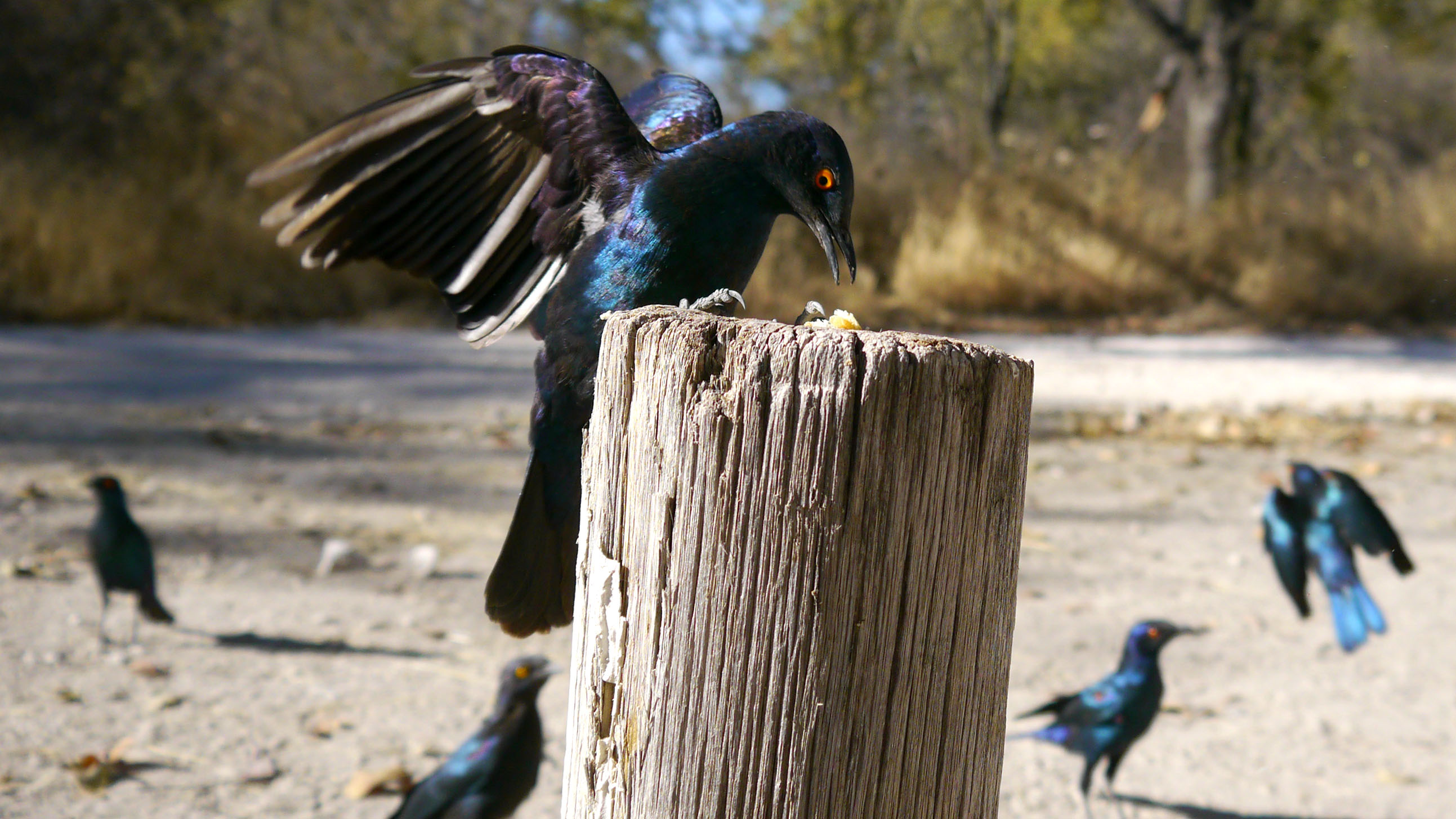
Eine Gruppe von Rotschulter-Glanzstaren im namibischen Etosha-Nationalpark. Die Art frisst ein breites Spektrum unterschiedlicher Nahrung und nimmt auch Essensreste von Menschen an.

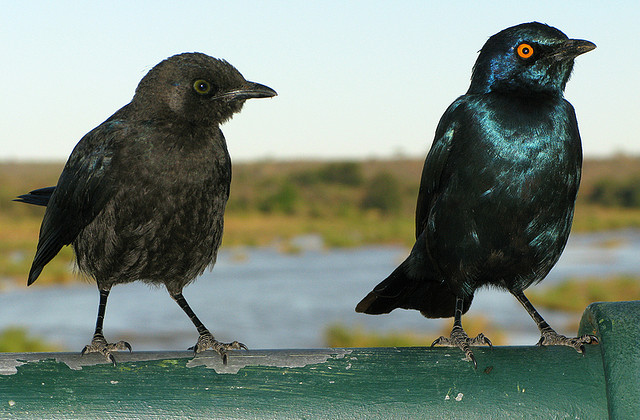
Altvogel mit Jungvogel im Krüger-Nationalpark, Südafrika

Der Rotschulter-Glanzstar ist ein weit verbreiteter geselliger Vogel im südlichen Afrika. Außerhalb der Brutzeiten tritt er oft in größeren Schwärmen auf.
Er ernährt sich in der Regel laufend und hüpfend am Boden von Insekten wie Ameisen, Heuschrecken, Käfern und Raupen sowie von Früchten und dem Nektar verschiedener Pflanzen. Er ist nicht an bestimmte Pflanzenarten gebunden. Die Nahrung nimmt der gesellige Vogel auch in Gemeinschaft mit anderen Staren zu sich. Ebenso kommt er auch gemeinsam mit Antilopen vor, die er von den Ektoparasiten befreit.
Der Rotschulter-Glanzstar ist an Menschen in seiner Nähe gewöhnt. Auch Essensreste des Menschen weist er nicht von sich.

## Fortpflanzung
In der Brutzeit ziehen sich die monogamen Paare zum Nestbau zurück. Die Nester werden meist in natürlichen oder von Spechten und afrikanischen Bartvögeln (Lybius) künstlich geschaffenen Baumhöhlen oder in Erdlöchern wie in Sandbänken gebaut. Ebenso werden aber auch künstliche vom Menschen geschaffene Nistplätze genutzt. (Brutkästen, Metallröhren, andere Hohlräume) Die Nester baut er aus trockenen Gräsern, Federn, Dung von Kuh und Pferd sowie Schlangenhäuten. Die Nester werden regelmäßig über viele Jahre genutzt. Es ist ein Paar beobachtet worden, welches sein Nest 20 Jahre verwendet hat.
Die Brutzeit ist von September/Oktober bis Februar/März, in der die Paare zwischen 2 und 6 grünlich blaue, leicht rötlich gesprenkelte Eier legen, die ausschließlich von den Weibchen 12–14 Tage bebrütet werden.
Die Jungvögel werden von beiden Elternteilen ernährt und werden hierbei in der Regel von mehreren helfenden Artgenossen unterstützt. Nach etwa 20 Tagen werden die Jungvögel flügge und verweilen noch mindestens eine Woche in der Gruppe.

## Feinde und Parasiten
Es wird berichtet, dass Rotschulter-Glanzstare Beute von Wanderfalken und Silberadlern geworden sind.
Ebenso liegen Berichte von mehreren Brutparasiten vor, die die Glanzstare als Adoptiveltern nutzen. So sollen Vögel aus der Familie der Honiganzeiger (Indicatoridae) sowie der Häherkuckuck, der zur Familie der afrikanischen Bartvögel (Lybiidae) gehört, die Glanzstare als Wirtseltern nutzen.

## Bestand und Gefährdung
Gesicherte Angaben zur Größe des Weltbestandes gibt es nicht, die Art gilt jedoch in größten Teilen ihres Verbreitungsgebietes als sehr häufig und der Bestand als stabil. Der Rotschulter-Glanzstar wird von der IUCN daher als  (=least concern – nicht gefährdet) eingestuft.

## Systematik
Der Rotschulter-Glanzstar der Gattung Eigentliche Glanzstare (Lamprotornis) steht in einer  Verwandtschaftsgruppe mit sechs weiteren Arten, wovon zwei Arten in einem direkten Verwandtschaftsverhältnis stehen. Eine hiervon ist seine Schwesterart der Erzglanzstar (Lamprotornis chalcurus).

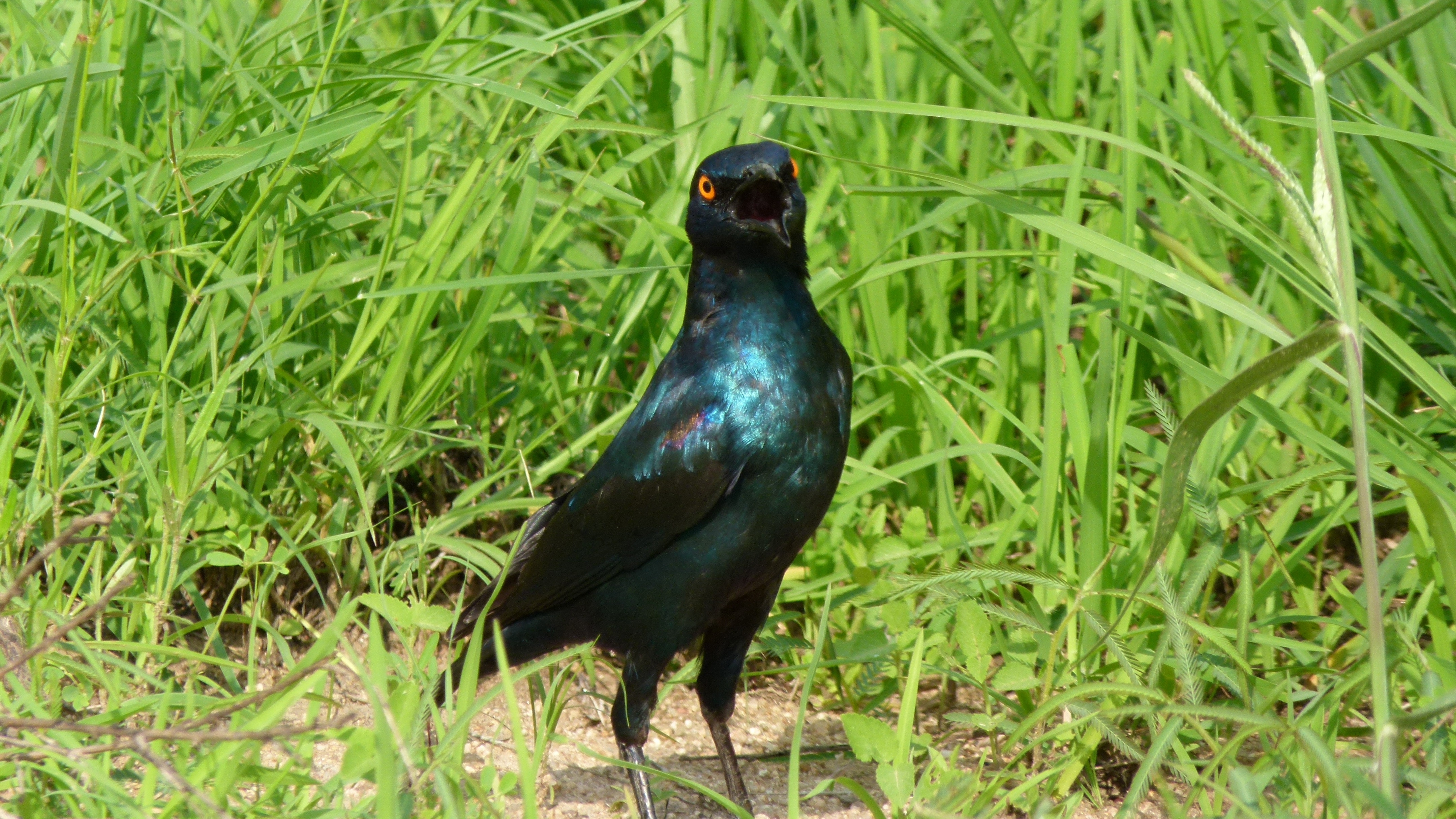
Rotschulterglanzstar am Boden
(Lamprotornis nitens)

Taxonomische Einordnung Rotschulter-Glanzstar (Lamprotornis nitens)
|  | Keilschwanz-Glanzstar (Lamprotornis acuticaudus) |
|  |                                                  |
|  | Messingglanzstar (Lamprotornis chloropterus)     |
|  |                                                  |

|  | Grünschwanz-Glanzstar (Lamprotornis chalybaeus) |
|  |                                                 |
|  | Schillerglanzstar (Lamprotornis iris)           |
|  |                                                 |

|  | Purpurglanzstar (Lamprotornis purpureus)                                                                              |
|  | |
|  | \| \| Erzglanzstar (Lamprotornis chalcurus) \| \| \| \| \| \| Rotschulter-Glanzstar (Lamprotornis nitens) \| \| \| \| |
|  | |
|  | Erzglanzstar (Lamprotornis chalcurus)                                                                                 |
|  | |
|  | Rotschulter-Glanzstar (Lamprotornis nitens)                                                                           |
|  | |

|  | Erzglanzstar (Lamprotornis chalcurus)       |
|  |                                             |
|  | Rotschulter-Glanzstar (Lamprotornis nitens) |
|  |                                             |

|  | Grünschwanz-Glanzstar (Lamprotornis chalybaeus) |
|  |                                                 |
|  | Schillerglanzstar (Lamprotornis iris)           |
|  |                                                 |

|  | Purpurglanzstar (Lamprotornis purpureus)                                                                              |
|  | |
|  | \| \| Erzglanzstar (Lamprotornis chalcurus) \| \| \| \| \| \| Rotschulter-Glanzstar (Lamprotornis nitens) \| \| \| \| |
|  | |
|  | Erzglanzstar (Lamprotornis chalcurus)                                                                                 |
|  | |
|  | Rotschulter-Glanzstar (Lamprotornis nitens)                                                                           |
|  | |

|  | Erzglanzstar (Lamprotornis chalcurus)       |
|  |                                             |
|  | Rotschulter-Glanzstar (Lamprotornis nitens) |
|  |                                             |

|  | Keilschwanz-Glanzstar (Lamprotornis acuticaudus) |
|  |                                                  |
|  | Messingglanzstar (Lamprotornis chloropterus)     |
|  |                                                  |

|  | Grünschwanz-Glanzstar (Lamprotornis chalybaeus) |
|  |                                                 |
|  | Schillerglanzstar (Lamprotornis iris)           |
|  |                                                 |

|  | Purpurglanzstar (Lamprotornis purpureus)                                                                              |
|  | |
|  | \| \| Erzglanzstar (Lamprotornis chalcurus) \| \| \| \| \| \| Rotschulter-Glanzstar (Lamprotornis nitens) \| \| \| \| |
|  | |
|  | Erzglanzstar (Lamprotornis chalcurus)                                                                                 |
|  | |
|  | Rotschulter-Glanzstar (Lamprotornis nitens)                                                                           |
|  | |

|  | Erzglanzstar (Lamprotornis chalcurus)       |
|  |                                             |
|  | Rotschulter-Glanzstar (Lamprotornis nitens) |
|  |                                             |

|  | Grünschwanz-Glanzstar (Lamprotornis chalybaeus) |
|  |                                                 |
|  | Schillerglanzstar (Lamprotornis iris)           |
|  |                                                 |

|  | Purpurglanzstar (Lamprotornis purpureus)                                                                              |
|  | |
|  | \| \| Erzglanzstar (Lamprotornis chalcurus) \| \| \| \| \| \| Rotschulter-Glanzstar (Lamprotornis nitens) \| \| \| \| |
|  | |
|  | Erzglanzstar (Lamprotornis chalcurus)                                                                                 |
|  | |
|  | Rotschulter-Glanzstar (Lamprotornis nitens)                                                                           |
|  | |

|  | Erzglanzstar (Lamprotornis chalcurus)       |
|  |                                             |
|  | Rotschulter-Glanzstar (Lamprotornis nitens) |
|  |                                             |

|  | Keilschwanz-Glanzstar (Lamprotornis acuticaudus) |
|  |                                                  |
|  | Messingglanzstar (Lamprotornis chloropterus)     |
|  |                                                  |

|  | Grünschwanz-Glanzstar (Lamprotornis chalybaeus) |
|  |                                                 |
|  | Schillerglanzstar (Lamprotornis iris)           |
|  |                                                 |

|  | Purpurglanzstar (Lamprotornis purpureus)                                                                              |
|  | |
|  | \| \| Erzglanzstar (Lamprotornis chalcurus) \| \| \| \| \| \| Rotschulter-Glanzstar (Lamprotornis nitens) \| \| \| \| |
|  | |
|  | Erzglanzstar (Lamprotornis chalcurus)                                                                                 |
|  | |
|  | Rotschulter-Glanzstar (Lamprotornis nitens)                                                                           |
|  | |

|  | Erzglanzstar (Lamprotornis chalcurus)       |
|  |                                             |
|  | Rotschulter-Glanzstar (Lamprotornis nitens) |
|  |                                             |

|  | Grünschwanz-Glanzstar (Lamprotornis chalybaeus) |
|  |                                                 |
|  | Schillerglanzstar (Lamprotornis iris)           |
|  |                                                 |

|  | Purpurglanzstar (Lamprotornis purpureus)                                                                              |
|  | |
|  | \| \| Erzglanzstar (Lamprotornis chalcurus) \| \| \| \| \| \| Rotschulter-Glanzstar (Lamprotornis nitens) \| \| \| \| |
|  | |
|  | Erzglanzstar (Lamprotornis chalcurus)                                                                                 |
|  | |
|  | Rotschulter-Glanzstar (Lamprotornis nitens)                                                                           |
|  | |

|  | Erzglanzstar (Lamprotornis chalcurus)       |
|  |                                             |
|  | Rotschulter-Glanzstar (Lamprotornis nitens) |
|  |                                             |

|  | Keilschwanz-Glanzstar (Lamprotornis acuticaudus) |
|  |                                                  |
|  | Messingglanzstar (Lamprotornis chloropterus)     |
|  |                                                  |

|  | Grünschwanz-Glanzstar (Lamprotornis chalybaeus) |
|  |                                                 |
|  | Schillerglanzstar (Lamprotornis iris)           |
|  |                                                 |

|  | Purpurglanzstar (Lamprotornis purpureus)                                                                              |
|  | |
|  | \| \| Erzglanzstar (Lamprotornis chalcurus) \| \| \| \| \| \| Rotschulter-Glanzstar (Lamprotornis nitens) \| \| \| \| |
|  | |
|  | Erzglanzstar (Lamprotornis chalcurus)                                                                                 |
|  | |
|  | Rotschulter-Glanzstar (Lamprotornis nitens)                                                                           |
|  | |

|  | Erzglanzstar (Lamprotornis chalcurus)       |
|  |                                             |
|  | Rotschulter-Glanzstar (Lamprotornis nitens) |
|  |                                             |

|  | Grünschwanz-Glanzstar (Lamprotornis chalybaeus) |
|  |                                                 |
|  | Schillerglanzstar (Lamprotornis iris)           |
|  |                                                 |

|  | Purpurglanzstar (Lamprotornis purpureus)                                                                              |
|  | |
|  | \| \| Erzglanzstar (Lamprotornis chalcurus) \| \| \| \| \| \| Rotschulter-Glanzstar (Lamprotornis nitens) \| \| \| \| |
|  | |
|  | Erzglanzstar (Lamprotornis chalcurus)                                                                                 |
|  | |
|  | Rotschulter-Glanzstar (Lamprotornis nitens)                                                                           |
|  | |

|  | Erzglanzstar (Lamprotornis chalcurus)       |
|  |                                             |
|  | Rotschulter-Glanzstar (Lamprotornis nitens) |
|  |                                             |